# 위례성

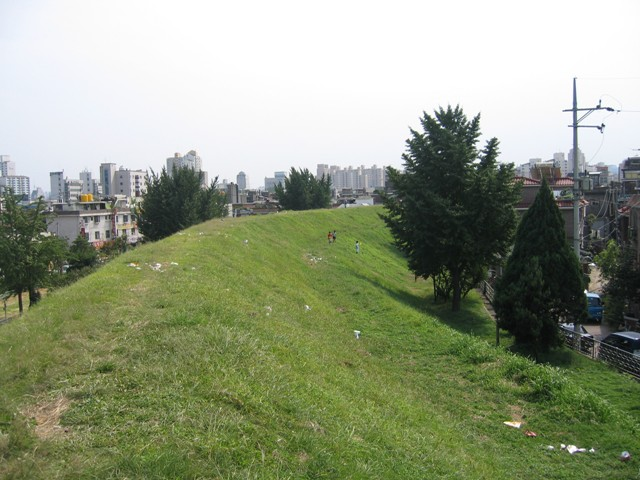

위례성(慰禮城) 또는 한성(漢城)은 백제의 초기 도읍지였다. 삼국사기의 기록에 따르면 위례성은 기원전 18년 온조왕이 백제를 수립했을 때부터 475년 고구려의 장수왕이 백제 개로왕을 죽이고 성을 함락시킬 때까지 백제의 수도였다. 위례성에 도읍했던 시기의 백제를 위례성의 다른 명칭인 "한성"에서 따와 "한성백제"라고 부르기도 한다.
고려와 조선 초만 하더라도 위례성을 천안 성거산 위례성, 즉 직산 지역으로 여겼지만 정약용의 사료 분석으로 고증을 통해 위례성을 한강 유역으로 분석하였고, 삼국사기의 기록에 입각해 하북위례성에서 하남위례성으로 이동했다는 설과 하남위례성에 도읍을 정했다는 가설로 나뉘게 되었다. 이후 지속적인 발굴과 사료 대조 조사를 통해 오늘날 대한민국 학계는 서울 풍납토성 일대를 위례성으로 추정하고 있다. 또한 지속적인 발굴을 통해 위례성이 남성과 북성 양성 체제로 이루어져 있다는 것을 학계에서 인정했으며, 이 두 성은 풍납토성과 몽촌토성으로 보고 있다.
하북위례성의 경우 하남위례성에 비해 조사와 발굴이 더딘 편이며, 역사학계에서도 하북위례성으로 추정되는 도봉구, 중랑천 일대에서 백제 유적이 거의 발견되지 못하고 있어서 하북위례성 가설에 대체적으로 부정적인 입장이다. 이 외에도 천안 성거산 위례성이 백제의 첫 도읍이라는 주장도 유지되고 있지만 학계에서는 이를 받아들이지 않고 있다.
서울특별시는 한성백제박물관을 통해 풍납토성을 디지털로 복원하였고 문화재청은 풍납토성 보존 및 관리에 관한 특별법을 통해 풍납토성을 관리하고 있다. 몽촌토성의 경우 국가유산청이 지속적으로 발굴 및 조사를 통해 백제 시대 유적 및 유물을 찾고 있다. 이 외에도 삼성동토성, 서울 방이동 고분군, 서울 석촌동 고분군, 서울 가락동 고분군과 하남위례성 간의 관계를 찾기 위한 조사가 이어지고 있다.

## 명칭의 유래
위례성이라는 명칭이 어디에 나왔는지에 대해서는 여러 의견이 있다. 한강을 뜻하는 옛 이름 아리수(阿利水)·욱리하(郁利河)의‘아리’·‘욱리’에서 왔다고도 하고, 백제에서 왕을 가리키는 호칭이었던 어라하(於羅瑕)에서 왔다는 의견과, 울타리를 말하는 순우리말 '우리'에서 유래했다는 의견이 있다.

## 위치
고려와 조선 시대까지 삼국유사에서 위례성의 위치를 직산(稷山)으로 비정한 것에 따라, 천안 성거산 위례성을 위례성으로 추정해 왔다. 하지만 이후 정약용은 삼국사기에 강을 건너 도읍을 옮겼다는 기록에 주목하여, 위례성을 하남과 하북으로 분리해 하북위례성을 한강 이북 지역으로, 구체적으로는 북한산 동쪽 기슭에 옛 성곽이 남아있고 일대 지명이 한양고현(漢陽古縣)이라는 점에서 이 일대를 하북위례성으로 추정하였다. 삼국유사에서 위례성을 직산으로 추정한 이유는 명확하게 밝혀지지 않았으나, 475년 남쪽으로 피란하던 문주왕이 잠시 머무른 곳이라는 의견과, 웅진 천도 후 지명이 옮겨간 현상으로 보는 의견이 있다. 한편 삼국사기에서는 위례성을 "위치는 알 수 없고 지명만 남아있는 곳"으로 분류하였다.

## 같이 보기
- 몽촌토성
- 풍납토성
- 남한산성
- 삼성동토성
- 서울 석촌동 고분군
- 서울 방이동 고분군